# Lijst van voetbalinterlands Costa Rica - Haïti
Deze lijst van voetbalinterlands is een overzicht van alle officiële voetbalwedstrijden tussen de nationale teams van Costa Rica en Haïti. De landen speelden tot op heden vijftien keer tegen elkaar. De eerste ontmoeting, een wedstrijd tijdens het CCCF-kampioenschap 1961, werd gespeeld in San José op 11 maart 1961. De laatste confrontatie, een groepswedstrijd tijdens de CONCACAF Nations League 2019/20, werd gespeeld op 17 november 2019 in de Costa Ricaanse hoofdstad.

## Wedstrijden
| №  | Plaats            | Datum             | Competitie                      | Wedstrijd          | Uitslag |
| -- | ----------------- | ----------------- | ------------------------------- | ------------------ | ------- |
| 1  | San José          | 11 maart 1961     | CCCF-kampioenschap 1961         | Costa Rica − Haïti | 3 − 0   |
| 2  | San José          | 19 maart 1961     | CCCF-kampioenschap 1961         | Costa Rica − Haïti | 8 − 0   |
| 3  | Guatemala-Stad    | 30 maart 1965     | CONCACAF-kampioenschap 1965     | Costa Rica − Haïti | 3 − 1   |
| 4  | Port of Spain     | 24 november 1971  | CONCACAF-kampioenschap 1971     | Haïti − Costa Rica | 0 − 0   |
| 5  | Miami             | 26 januari 2002   | CONCACAF Gold Cup 2002          | Costa Rica − Haïti | 2 − 1   |
| 6  | San Juan de Tibás | 12 januari 2005   | Vriendschappelijk               | Costa Rica − Haïti | 3 − 3   |
| 7  | Miami             | 9 juni 2007       | CONCACAF Gold Cup 2007          | Haïti − Costa Rica | 1 − 1   |
| 8  | San Juan de Tibás | 17 oktober 2007   | Vriendschappelijk               | Costa Rica − Haïti | 1 − 1   |
| 9  | Port-au-Prince    | 10 september 2008 | WK 2010 kwalificatie            | Haïti − Costa Rica | 1 − 3   |
| 10 | San Juan de Tibás | 15 oktober 2008   | WK 2010 kwalificatie            | Costa Rica − Haïti | 2 − 0   |
| 11 | San José          | 13 november 2015  | WK 2018 kwalificatie            | Costa Rica − Haïti | 1 − 0   |
| 12 | Port-au-Prince    | 2 september 2016  | WK 2018 kwalificatie            | Haïti − Costa Rica | 0 − 1   |
| 13 | Harrison          | 24 juni 2019      | CONCACAF Gold Cup 2019          | Haïti − Costa Rica | 2 − 1   |
| 14 | Nassau            | 10 oktober 2019   | CONCACAF Nations League 2019/20 | Haïti − Costa Rica | 1 − 1   |
| 15 | San José          | 17 november 2019  | CONCACAF Nations League 2019/20 | Costa Rica − Haïti | 1 − 1   |
| 16 | San José          | 9 september 2025  | WK 2026 kwalificatie            | Costa Rica − Haïti |         |

## Samenvatting
| Competitie              | Totaal gespeeld | Winst Costa Rica | Gelijk | Winst Haïti | Doelsaldo Costa Rica – Haïti |
| ----------------------- | --------------- | ---------------- | ------ | ----------- | ---------------------------- |
| WK-kwalificatie         | 4               | 4                | 0      | 0           | 7 − 1                        |
| CONCACAF Gold Cup       | 7               | 4                | 2      | 1           | 18 − 5                       |
| CONCACAF Nations League | 2               | 0                | 2      | 0           | 2 − 2                        |
| Vriendschappelijk       | 2               | 0                | 2      | 0           | 4 − 4                        |
| Totaal                  | 15              | 8                | 6      | 1           | 31 − 12                      |

Wedstrijden bepaald door strafschoppen worden, in lijn met de FIFA, als een gelijkspel gerekend.

## Details

### Achtste ontmoeting
| Vriendschappelijk (San Juan de Tibás, Costa Rica, 17 oktober 2007): |       |                       |
| Costa Rica                                                          | 1 – 1 | Haïti                 |
| Walter Centeno 47'                                                  | goals | 66' Jean Sony Alcenat |

### Twaalfde ontmoeting
| WK 2018 kwalificatie (Port-au-Prince, Haïti, 2 september 2016): |              | |
| Haïti | 0 – 1        | Costa Rica |
| | goals        | 72' Randall Azofeifa |
| Marc Collat | bondscoach   | Óscar Ramírez |
| Steward Ceus Carlens Arcus Kevin Lafrance Mechack Jérôme Jean Junior Delva 75' Ronando Damus Hérold Charles Ricardo Ade Max Hilaire 73' Pierre Paulson Kervens Belfort | opstellingen | Patrick Pemberton Cristian Gamboa Óscar Duarte Johnny Acosta Kendall Waston Ronald Matarrita Celso Borges Christian Bolaños 82' Randall Azofeifa 55' Marco Ureña 63' Bryan Ruiz |
| Fabien Vorbe 73' Roberto Louima 75' | wissels      | 63' Joel Campbell 55' Johan Venegas 82' David Guzmán |
| | gele kaarten | 88' Kendall Waston 90' Patrick Pemberton |

FEDEFUTBOL · A-internationals · Selecties · Bondscoaches · Costa Ricaans vrouwenelftal · Costa Rica U21 · Costa Rica U20 · Costa Rica U19 · Costa Rica U18 · Costa Rica U17
1920 – 1949 ·
1950 – 1969 ·
1970 – 1979 ·
1980 – 1989 ·
1990 – 1999 ·
2000 – 2009 ·
2010 – 2019 ·
2020 − 2029
Copa América 1997 · 
Copa América 2001 · 
Copa América 2004 · 
Copa América 2011 · 
Copa América 2016
WK 1990 · 
WK 2002 · 
WK 2006 · 
WK 2014 · 
WK 2018
OS 1980 · 
OS 1984 · 
OS 2004
1921 · 
1922–1929 · 
1930 · 
1931–1934 · 
1935 · 
1936–1937 · 
1938 · 
1939 · 
1940 · 
1941 · 
1942 · 
1943 · 
1944–1945 · 
1946 · 
1947 · 
1948 · 
1949 · 
1950 · 
1951 · 
1952 · 
1953 · 
1954 · 
1955 · 
1956 · 
1957 · 
1958 · 
1959 · 
1960 · 
1961 · 
1962 · 
1963 · 
1964 · 
1965 · 
1966 · 
1967 · 
1968 · 
1969 · 
1970 · 
1971 · 
1972 · 
1973 · 
1974–1975 · 
1976 · 
1977–1978 · 
1979 · 
1980 · 
1981–1982 · 
1983 · 
1984 · 
1985 · 
1986 · 
1987 · 
1988 · 
1989 · 
1990 · 
1991 · 
1992 · 
1993 · 
1994 · 
1995 · 
1996 · 
1997 · 
1998 · 
1999 · 
2000 · 
2001 · 
2002 · 
2003 · 
2004 · 
2005 · 
2006 · 
2007 · 
2008 · 
2009 · 
2010 · 
2011 · 
2012 · 
2013 · 
2014 · 
2015 · 
2016 · 
2017 ·
2018 ·
2019 ·
2020 ·
2021 ·
2022 ·
2023 ·
2024
Argentinië ·
Aruba ·
Australië ·
Bahama's ·
Barbados ·
België ·
Belize ·
Bermuda ·
Bolivia ·
Bosnië en Herzegovina ·
Brazilië ·
Canada ·
Chili ·
China ·
Colombia ·
Cuba ·
Curaçao ·
Dominicaanse Republiek ·
Duitsland ·
Ecuador ·
El Salvador ·
Engeland ·
Finland ·
Frankrijk ·
Grenada ·
Griekenland ·
Guatemala ·
Guyana ·
Haïti ·
Honduras ·
Hongarije ·
Ierland ·
Iran ·
Italië ·
Jamaica ·
Japan ·
Joegoslavië ·
Kameroen ·
Marokko ·
Mexico ·
Nederland ·
Nederlandse Antillen ·
Nicaragua ·
Nieuw-Zeeland ·
Nigeria ·
Noord-Ierland ·
Noorwegen ·
Oekraïne ·
Oezbekistan ·
Oman ·
Oostenrijk ·
Panama ·
Paraguay ·
Peru ·
Polen ·
Puerto Rico ·
Qatar ·
Rusland ·
Saint Kitts en Nevis ·
Saint Vincent en de Grenadines ·
Saoedi-Arabië ·
Schotland ·
Servië ·
Slowakije ·
Sovjet-Unie ·
Spanje ·
Suriname ·
Trinidad en Tobago ·
Tsjechië ·
Tsjecho-Slowakije ·
Tunesië ·
Turkije ·
Uruguay ·
Venezuela ·
Verenigde Arabische Emiraten ·
Verenigde Staten ·
Wales ·
Zuid-Afrika ·
Zuid-Korea ·
Zweden ·
Zwitserland
Brazilië (2018) ·
China (2002) · 
Duitsland (2006) · 
Ecuador (2006) · 
Engeland (2014) · 
Griekenland (2014) · 
Italië (2014) ·
Nederland (2014) · 
Polen (2006) · 
Servië (2018) ·
Spanje (2022) ·
Turkije (2002) · 
Uruguay (2014) ·
Zwitserland (2018)
FHF · A-internationals · Selecties · Bondscoaches · Haïtiaans vrouwenelftal ·  Haïti U21 · Haïti U20 · Haïti U19 · Haïti U18 · Haïti U17
1925 ·
1926 ·
1927–1931 · 
1932 ·
1933 · 
1934 ·
1935–1937 · 
1938 ·
1939 ·
1940–1943 · 
1944 ·
1945–1947 · 
1948 ·
1949 ·
1950 ·
1951 ·
1952 ·
1953 ·
1954 ·
1955 · 
1956 ·
1957 ·
1958 ·
1959 ·
1960 · 
1961 ·
1962 ·
1963 ·
1964 ·
1965 ·
1966 ·
1967 ·
1968 ·
1969 ·
1970 · 
1971 ·
1972 ·
1973 ·
1974 ·
1975 ·
1976 ·
1977 ·
1978 ·
1979 ·
1980 ·
1981 ·
1982 · 
1983 ·
1984 ·
1985 ·
1986–1988 · 
1989 ·
1990 · 
1991 ·
1992 ·
1993 · 
1994 ·
1995 · 
1996 ·
1997 ·
1998 ·
1999 ·
2000 ·
2001 ·
2002 ·
2003 ·
2004 ·
2005 ·
2006 ·
2007 ·
2008 ·
2009 ·
2010 ·
2011 ·
2012 ·
2013 ·
2014 ·
2015 ·
2016 ·
2017 ·
2018 ·
2019 ·
2020 ·
2021 ·
2022 ·
2023 ·
2024 ·
2025
Amerikaanse Maagdeneilanden ·
Antigua en Barbuda ·
Argentinië ·
Aruba ·
Azerbeidzjan ·
Bahama's ·
Bahrein ·
Barbados ·
Belize ·
Bermuda ·
Bolivia ·
Brazilië ·
Britse Maagdeneilanden ·
Canada ·
Chili ·
China ·
Colombia ·
Costa Rica ·
Cuba ·
Curaçao ·
Dominica ·
Dominicaanse Republiek ·
Ecuador ·
El Salvador ·
Grenada ·
Guatemala ·
Guyana ·
Honduras ·
Italië ·
Jamaica ·
Japan ·
Jordanië ·
Kaaimaneilanden ·
Kosovo ·
Mexico ·
Montserrat ·
Nederlandse Antillen ·
Nicaragua ·
Oman ·
Panama ·
Peru ·
Polen ·
Puerto Rico ·
Qatar ·
Saint Kitts en Nevis ·
Saint Lucia ·
Saint Vincent en de Grenadines ·
Saoedi-Arabië ·
Spanje ·
Suriname ·
Syrië ·
Trinidad en Tobago ·
Turks- en Caicoseilanden ·
Uruguay ·
Venezuela ·
Verenigde Arabische Emiraten ·
Verenigde Staten ·
Zuid-Korea